# Кошею
Кошею (рум. Coșeiu) — село у повіті Селаж в Румунії. Адміністративний центр комуни Кошею.
Село розташоване на відстані 400 км на північний захід від Бухареста, 15 км на північ від Залеу, 75 км на північний захід від Клуж-Напоки.

## Населення
За даними перепису населення 2002 року у селі проживали 455 осіб.
Національний склад населення села:
| Національність | Кількість осіб | Відсоток |
| -------------- | -------------- | -------- |
| румуни         | 293            | 64,4%    |
| угорці         | 162            | 35,6%    |

Рідною мовою назвали:
| Мова      | Кількість осіб | Відсоток |
| --------- | -------------- | -------- |
| румунська | 293            | 64,4%    |
| угорська  | 162            | 35,6%    |